# Lijst van oorlogsmonumenten in Woensdrecht
De Nederlandse gemeente Woensdrecht heeft tien oorlogsmonumenten. Hieronder een overzicht.
| Nr.  | Object                                            | Herdachte groep                                                          | Ontwerper                                         | Onthulling      | Type                     | Locatie                                     | Plaats      | Coördinaten                   | Foto                         |
| ---- | ------------------------------------------------- | ------------------------------------------------------------------------ | ------------------------------------------------- | --------------- | ------------------------ | ------------------------------------------- | ----------- | ----------------------------- | ---------------------------- |
| 976  | Woensdrecht dankt Maria                           | algemeen                                                                 | A. Mertens                                        | 18 juli 1948    | kapel                    | Dorpsstraat, 4634 TM                        | Woensdrecht | 51° 25' 45" NB, 4° 18' 17" OL | Woensdrecht dankt Maria      |
| 977  | Monument Dorpsstraat                              | allen                                                                    | Jacques van Poppel                                |                 | beeld/sculptuur          | Dorpsstraat 10, 4641 HX                     | Ossendrecht | 51° 23' 40" NB, 4° 19' 22" OL | Meer afbeeldingen            |
| 978  | Monument Molenstraat                              | algemeen                                                                 |                                                   |                 | overig                   | Molenstraat, 4641 BA                        | Ossendrecht | 51° 23' 33" NB, 4° 20' 2" OL  | Meer afbeeldingen            |
| 979  | Monument aan de Onderstal                         | geallieerde militairen                                                   |                                                   | 6 mei 1978      | overig                   | Onderstal, 4631 NN                          | Woensdrecht | 51° 25' 43" NB, 4° 18' 37" OL | Monument aan de Onderstal    |
| 980  | Mariakapel                                        | algemeen                                                                 |                                                   |                 | kapel                    | Wouwbaan 42, 4631 KN                        | Hoogerheide | 51° 25' 33" NB, 4° 19' 33" OL |                              |
| 1665 | Nederlands eregraf                                | militairen in dienst van het Ned. Kon. 1940-1945                         | Niel Steenbergen                                  |                 | begraafplaats/graf       | Onze Lieve Vrouwe ter Duinenlaan, 4641 HE   | Ossendrecht | 51° 24' 5" NB, 4° 20' 20" OL  | Meer afbeeldingen            |
| 1666 | Het boek van de geschiedenis                      | burgerslachtoffers                                                       | H. Hermes (plaquette), C. van Beeck (gedenksteen) | 6 oktober 1994  | gedenksteen              | Zes Oktoberlaan, 4645 GW                    | Putte       | 51° 21' 50" NB, 4° 23' 44" OL | Het boek van de geschiedenis |
| 1667 | Vrouw die een oorlogsslachtoffer zorgzaam opbeurt | geallieerde militairen, militairen in dienst van het Ned. Kon. 1940-1945 | Henk Visser                                       | 23 oktober 1949 | standbeeld met plaquette | Onderstal, 4631 NN                          | Woensdrecht | 51° 25' 43" NB, 4° 18' 37" OL | Meer afbeeldingen            |
| 1740 | Bevrijding                                        | algemeen                                                                 | Willem Bekkers                                    | 4 mei 1986      | gedenksteen              | Boomstraat 1 (kerkplein), 4635 CX           | Huijbergen  | 51° 25' 58" NB, 4° 22' 37" OL | Bevrijding                   |
|      | Bevrijdingsmonument                               | geallieerde militairen                                                   | Bart van der Veen                                 | 23 oktober 2019 | silhouet                 | rotonde Nieuweweg/Scheldeweg/Raadhuisstraat | Hoogerheide | 51° 25' 43" NB, 4° 19' 8" OL  |                              |
|      | Munitiebunker en Replica Verkeerstoren Kooibos    |                                                                          |                                                   |                 |                          | Postweg, 4631RZ                             | Hoogerheide | 51° 25' 41" NB, 4° 20' 36" OL |                              |
|      | Liberation Route Marker 134                       |                                                                          |                                                   |                 |                          | Langeweg                                    | Hoogerheide | 51° 25' 48" NB, 4° 17' 49" OL |                              |
|      | Liberation Route Marker 135                       |                                                                          |                                                   |                 |                          | Scheldeweg/Raadhuisstraat                   | Hoogerheide | 51° 25' 42" NB, 4° 19' 10" OL |                              |

Alphen-Chaam ·
Altena ·
Asten ·
Baarle-Nassau ·
Bergeijk ·
Bergen op Zoom ·
Bernheze ·
Best ·
Bladel ·
Boekel ·
Boxtel ·
Breda ·
Cranendonck ·
Deurne ·
Dongen ·
Drimmelen ·
Eersel ·
Eindhoven ·
Etten-Leur ·
Geertruidenberg ·
Geldrop-Mierlo ·
Gemert-Bakel ·
Gilze en Rijen ·
Goirle ·
Halderberge ·
Heeze-Leende ·
Helmond ·
's-Hertogenbosch ·
Heusden ·
Hilvarenbeek ·
Laarbeek ·
Land van Cuijk ·
Loon op Zand ·
Maashorst ·
Meierijstad ·
Moerdijk ·
Nuenen, Gerwen en Nederwetten ·
Oirschot ·
Oisterwijk ·
Oosterhout ·
Oss ·
Reusel-De Mierden ·
Roosendaal ·
Rucphen ·
Sint-Michielsgestel ·
Someren ·
Son en Breugel ·
Steenbergen ·
Tilburg ·
Valkenswaard ·
Veldhoven ·
Vught ·
Waalre ·
Waalwijk ·
Woensdrecht ·
Zundert